# Rinorea niccolifera
Espèce
Rinorea niccolifera est une espèce de plantes à fleurs de la famille des Violaceae. Elle a été découverte aux Philippines sur l'île de Luzon, et décrite en 2014. Elle est connue pour sa capacité à bio-accumuler le nickel. Des spécimens ont été enregistrés avec plus de 18 000 mg de nickel par kg en leurs tissus, la classant comme une espèce hyperaccumulatrice. Elle est proche de Rinorea bengalensis, autre espèce hyperaccumulatrice du nickel.